# Greatest Hits (album de Ace of Base)
Pour les articles homonymes, voir Greatest Hits.
Albums de Ace of Base
Singles of the 90s
(1999) Da Capo
(2002)
Greatest Hits est une compilation best of du groupe suédois Ace of Base. C'est l'équivalent pour le marché nord-américain de Singles of the 90s.
Pour cette compilation, aucun inédit ne figure, contrairement à la version européenne. 
On notera tout fois que "Whenever You're Me" a laissé place à "Life is a Flower".
Le single "Everytime It Rains" est sorti en mars 2000.
Il faut noter que cet album n'est plus valable sur iTunes, c'est Singles of the 90s qui le remplace.

## Liste des chansons
1. "All That She Wants"
2. "The Sign"
3. "Everytime It Rains ([Metro] Radio Mix)"
4. "Beautiful Life"
5. "Cruel Summer "
6. "Don't Turn Around"
7. "Lucky Love" (Acoustic Version)
8. "Always Have Always Will"
9. "Life Is a Flower"
10. "C'est la Vie (Always 21)"
11. "Lucky Love" (Frankie Knuckles Mix)
12. "Beautiful Life  (Junior Vasquez Mix)

## Singles
- "Everytime It Rains" [Metro Radio Mix] (Promo seulement)

## Ventes
L’album s’est venu a plus de 1,5 million de copies à travers le monde, dont 114 010 au Japon.